# Leon Grammatikos
Leon Grammatikos war ein im frühen 11. Jahrhundert schreibender byzantinischer Chronist.
Leon war Kompilator (oder Redaktor) einer bis 948 reichenden Chronik, die er im Jahr 1013 fertig bearbeitet hatte, wie aus einer Notiz im Codex Parisinus graecus 1711 hervorgeht. Dabei handelt es sich um eine Umarbeitung einer Chronik, die als Logothetenchronik bezeichnet und teils Symeon Metaphrastes zugeschrieben wird, was aber umstritten ist. Über Leon selbst existieren keine weiteren Informationen. In der neueren Forschung wird er sogar als fiktiver Name für jene Version der Logothetenchronik betrachtet.
Der Byzantinist Edwin Patzig hatte Ende des 19. Jahrhunderts im Geschichtswerk des Johannes Zonaras für die Zeit nach 229, bis zu der sich Johannes auf Cassius Dio verließ, mehrere Quellenstränge identifizieren können. Einem Quellenstrang gab Patzig aufgrund von Übereinstimmungen mit der Chronik Leons den Namen Leoquelle. Die Übereinstimmungen von Passagen bei Leon (sowie auch etwa bei Georgios Kedrenos) mit Zonaras sind auf Material aus einer gemeinsamen Quelle zurückzuführen, die auch Material aus spätantiken paganen Geschichtswerken enthielt. Vermittelt wurde Georgios Kedrenos und Leon (bzw. ihren Vorlagen) dieses Material über eine aus dem 7. Jahrhundert stammende Epitome, also einer zusammenfassenden Geschichtsdarstellung. Allerdings wird Zonaras wohl direkt auf die ausführlichere Quelle der Epitome zurückgegriffen haben, die genannte Leoquelle; bei dieser könnte es sich letztendlich um die verlorenen Historien des Petros Patrikios gehandelt haben.

## Ausgaben
- Immanuel Bekker (Hrsg.): Leonis Grammatici Chronographia. Bonn 1842 (hier online).